# شورای وکلای بنگلادش

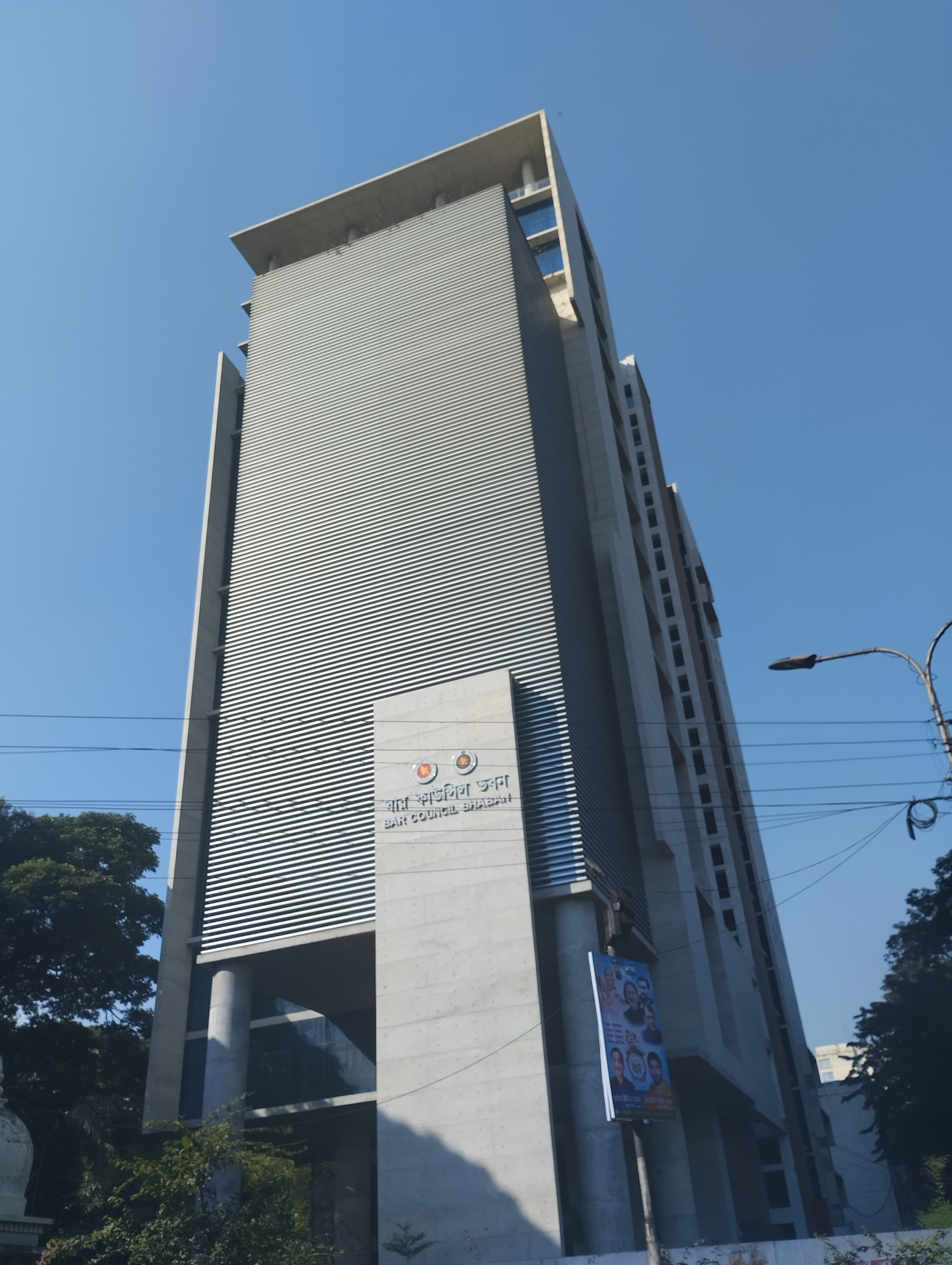
نمایی از ساختمان شورای وکلای بنگلادش - ۲۰۲۲

شورای وکلای بنگلادش یک نهاد خودمختار قانونی در بنگلادش است که تحت امر متخصصان قانونی و به دستور شورای وکلا تشکیل شده‌است. این نهاد نظیم کننده وکلا در بنگلادش است.
شورای وکلا می‌تواند دادگاه‌هایی را برای بررسی و پیگرد قانونی شکایات وکلا ایجاد کند. در سال ۲۰۱۹ پنج دادگاه وجود داشت. یک دادگاه ممکن است یک وکیل را مورد توبیخ یا تعلیق قرار دهد یا آنها را از وکالت خارج کند. از سال ۲۰۱۴ تا ۲۰۱۸ به ۳۷۸ شکایت رسیدگی کرده‌است. ۹ وکیل مجوز خود را به‌طور دائم از دست داده‌اند و ۶ نفر نیز برای مدت محدودی به حالت تعلیق درآمد.

## تاریخ
این شورا در سال ۱۹۷۲ از طریق متخصصان حقوقی و دستور شورای وکالت تأسیس شد. دارای ۱۵ عضو از جمله دادستان کل بنگلادش است. یک مجله حقوقی تصمیمات حقوقی بنگلادش را منتشر می‌کند. اعضا به تصمیم شورا انتخاب می‌شوند.